# Сан-Себріан-де-Муда
Сан-Себріан-де-Муда (ісп. San Cebrián de Mudá) — муніципалітет в Іспанії, у складі автономної спільноти Кастилія-і-Леон, у провінції Паленсія. Населення — 164 особи (2010).
Муніципалітет розташований на відстані близько 280 км на північ від Мадрида, 100 км на північ від Паленсії.
На території муніципалітету розташовані такі населені пункти: (дані про населення за 2010 рік)
- Пераперту: 5 осіб
- Сан-Себріан-де-Муда: 101 особа
- Сан-Мартін-де-Пераперту: 30 осіб
- Вальє-де-Сантульян: 17 осіб
- Верганьйо: 11 осіб

## Демографія
Динаміка населення (INE ):